# Smittergill Burn
Der Smittergill Burn ist ein etwa 1,8 km langer Wasserlauf in Cumbria in England. Er entsteht nördlich des Cross Fell aus dem Zusammenfluss von Gale Sike, Cooper Sike und Rowting Burn. Er fließt in nördlicher Richtung bis zu seiner Mündung linksseitig in den Black Burn.